# Algarrobo del Águila
Algarrobo del Águila är en kommunhuvudort i Argentina.   Den ligger i provinsen La Pampa, i den centrala delen av landet, 800 kilometer väster om huvudstaden Buenos Aires. Algarrobo del Águila ligger 306 meter över havet och antalet invånare är 641.
Terrängen runt Algarrobo del Águila är platt. Trakten runt Algarrobo del Águila är nära nog obefolkad, med mindre än två invånare per kvadratkilometer..
Omgivningarna runt Algarrobo del Águila är i huvudsak ett öppet busklandskap.